# Achillea ageratum
Achillea ageratum es una especie perteneciente a la familia de las asteráceas.

## Descripción
Es una planta perenne, de unos 50 cm, erecta, herbácea excepto la base que es leñosa. Tiene o puede tener hojas en la base, las demás son alternas, aserradas o doblemente aserradas, sin espinas, pegadas al tallo blanquecino y en posición vertical, mostrando el envés de la hoja.
Flores amarillas pequeñas con lígulas amarillas, sin escamas en el receptáculo, que se agrupan formando pequeños capítulos heterógamos, estos a su vez forman corimbos cóncavos, de gran belleza y agradable olor con más de 15 capítulos. El fruto es un aquenio, obovado y comprimido, sin vilano. Se multiplica por semillas y por división de matas.

## Taxonomía
Achillea ageratum fue descrita por Carlos Linneo y publicado en Species Plantarum 2: 897. 1753.
Citología
Número de cromosomas de Achillea ageratum (Fam. Compositae) y táxones infraespecíficos:  n=9
Etimología
Achillea nombre genérico nombrado en honor de Aquiles. Se ha indicado también que el nombre, más específicamente, proviene de la guerra de Troya, donde Aquiles curó a muchos de sus soldados y al propio rey Télefo, rey de Micenas, utilizando el poder que la milenrama tiene para detener las hemorragias.
ageratum: epíteto latino que significa "una planta que no se marchita rápidamente; una planta aromática".
Sinonimia
- Conforata ageratum   (L.) Fourr. (1869)
- Santolina ageratum (L.) Baill. (1882)
- Achillea viscosa Lam.[7]

## Distribución y hábitat
Su origen es incierto e incluso se piensa que es un híbrido, probablemente de la región mediterránea, donde se encuentra en suelos húmedos, con preferencia de suelos arcillosos. Habita cunetas y bordes de caminos.
Usos

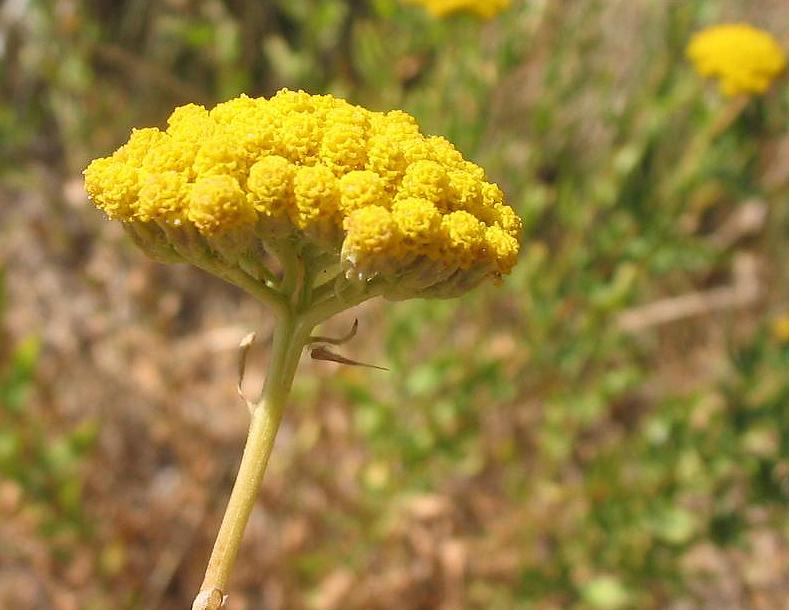
Inflorescencia

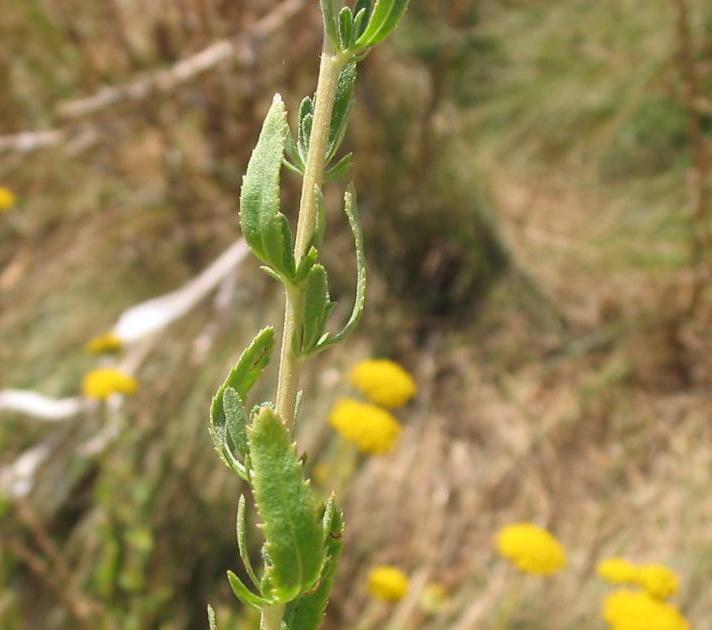
Detalle de las hojas

Se cultiva en muchos lugares para su agradable fragancia y están naturalizados moderadamente en algunos lugares fuera de su área de distribución natural.
En la Edad Media se usaba como una hierba sembrada para repeler insectos como las polillas, piojos y garrapatas y difundiendo un buen olor en las habitaciones privadas.
Nombre común
- Castellano: agerato, algerato, altareina, altareyna, altarreina, artemisa basta, artemisa real, artemisia basta, camamila, eupatorio de Mesué, herbolan, hierbajulia, hierba julia, árnica, yerba Julia.[11]